# 什卡爾賓卡
47°44′3″N 30°19′56″E / 47.73417°N 30.33222°E
什卡爾賓卡（烏克蘭語：Шкарбинка）是位於烏克蘭西南部的村莊，由敖德萨州波季利斯克区的柳巴希夫卡市鎮負責管轄。該村始建於1901年，面積0.39平方公里，海拔高度102米，2001年人口61，人口密度每平方公里156.81人。